# Thomas Moore (botânico)
Thomas Moore   (Stoke-next-Guildford, 29 de maio de 1821 — 1887) foi um botânico e horticultor britânico.